# Peter Vetsch
Peter Vetsch (* 14. března 1943 Sax) je švýcarský architekt.
V roce 1970 absolvoval Uměleckou akademii v Düsseldorfu a v roce 1974 otevřel vlastní architektonické studio. Je známý především jako autor více než devadesáti zemních domů. Vetschovy návrhy vycházejí z principů organické architektury, inspirují se tradičními italskými domy trullo, secesí i tvorbou Antoni Gaudího.
Stavby se vyznačují zvlněnými liniemi, skládají se z kovové sítě přivařené k nosným výztužím, stříkaného betonu, polyuretanové izolace a vrstvy zeminy silné minimálně půl metru, na níž roste tráva. Osvětlení místností zajišťují velká okna. Vzhledem k minimálním ztrátám tepla může tento způsob bydlení snížit spotřebu energie až na třetinu. Dalšími výhodami zemních domů jsou úspora místa a odolnost vůči vichřici či krupobití.
Známým Vetschovým dílem je komplex devíti domů Earth House Estate Lättenstrasse v Dietikonu.